# Vindefontaine
Vindefontaine est une ancienne commune française du département de la Manche et de la région Normandie, devenue le 1er janvier 2016 une commune déléguée au sein de la commune nouvelle de Picauville.

## Géographie
Elle s'inscrit dans le parc naturel régional des Marais du Cotentin et du Bessin.
La commune se compose d'un bourg principal (Vindefontaine) et de plusieurs écarts : la Bresnerie, la Maresquerie, la Videgrainnerie (quelques ruines), Beaumont, le Bord de la Lande, la Bouquinerie, la Poterie, les Cloutiers, les Margueries, la Meslinerie, la Borerie, le Ruisseau, le Lédy, Saint-Lubin. La Sauvagerie est un lieu-dit en ruine.
Vindefontaine est traversée par le ruisseau de Beaumont, et est bordée à l'est par la Senelle, affluent de la Douve.
La commune est bordée à l'ouest par le bois de Limors. Le paysage est principalement constitué de champs et prés humides.

## Toponymie
La localité est attestée sous les formes Vindefons, Vinum Fontis, Vindefontenum, Vuidefontaine.
Deux hypothèses sur l'origine du nom : 
- installation scandinave sur ces zones humides : Viđifontane (« la fontaine de Viđi »)[3] ;
- le mot Vindefontaine indiquerait une fontaine dans les eaux de laquelle on peut se voir, se mirer[4].

## Histoire
Vindefontaine est situé à un carrefour de voies romaines, dont celle d'Alauna à Cosedia (Valognes-Coutances).
Du fait des difficultés techniques d'anthropisation dans les marais, le lieu ne se peupla pas autant que le reste du Cotentin. La paroisse a été (avec Néhou et Saussemesnil) l'un des principaux centres potiers du Cotentin de la fin du Moyen Âge jusqu'au début du XXe siècle.
Sous l'Ancien Régime, la paroisse dépendait de la généralité de Caen, de l'élection de Carentan et Saint-Lô en 1612-1636, puis de Carentan en 1677 et 1713, et de la sergenterie de Sainteny.
Par décision du conseil de la commune nouvelle de Picauville, le statut de commune déléguée est supprimé à partir du 1er janvier 2022.

## Politique et administration
| Période                                                                                        | Période       | Identité                       | Étiquette | Qualité                    |
| ---------------------------------------------------------------------------------------------- | ------------- | ------------------------------ | --------- | -------------------------- |
|                                                                                                | 1794…         | Guillaume Colette              |           |                            |
| …1796                                                                                          | 1797          | Jean Le Danois                 |           |                            |
| 1797                                                                                           | 1798          | Charles Cottelle               |           |                            |
| 1798                                                                                           |               | Jean Le Danois                 |           |                            |
| …1802                                                                                          | 1805          | Jean Le Danois                 |           |                            |
| 1805                                                                                           | 1813          | Charles Cottelle               |           |                            |
| 1813                                                                                           | 1814          | Bon Renard                     |           |                            |
| 1815                                                                                           | 1828          | René Ledanois                  |           |                            |
| 1928                                                                                           | 1831          | Augustin Ledanois              |           |                            |
| 1831                                                                                           | 1841          | Jacques Cottelle               |           |                            |
| 1841                                                                                           | 1844          | Jean Agricole Cottelle         |           |                            |
| 1844                                                                                           | 1860          | Jacques Roublot                |           |                            |
| 1861                                                                                           | 1865          | Charles Cottelle               |           |                            |
| 1865                                                                                           | 1879          | Gabriel Leconte                |           |                            |
| 1879                                                                                           | 1905          | Édouard Tirel de la Martinière |           | Conseiller général, député |
| 1905                                                                                           | 1922          | Jules Leconte                  |           |                            |
| 1922                                                                                           | 1926          | Jean Levesque                  |           |                            |
| 1926                                                                                           | 1946          | Charles Deshayes               |           |                            |
| 1946                                                                                           | 1948          | Julien Levavasseur             |           |                            |
| 1948                                                                                           | 1965          | Paul Tripon                    |           |                            |
| 1965                                                                                           | 1989          | Daniel Asseline                | DVG       |                            |
| 1989                                                                                           | 2001          | Pierre Sadot                   |           |                            |
| mars 2001                                                                                      | décembre 2016 | Jean-Pierre Travert            | SE        | Technico-commercial        |
| Une partie des données est issue d'une liste établie par Jean Pouëssel et Jean-Pierre Travert. |               |                                |           |                            |

| Période      | Période       | Identité            | Étiquette | Qualité                  |
| ------------ | ------------- | ------------------- | --------- | ------------------------ |
| janvier 2016 | mars 2020     | Jean-Pierre Travert |           | Maire l'ancienne commune |
| mars 2020    | décembre 2021 | Vincent Duvernois   |           |                          |

## Démographie
En 2019, la commune comptait 311 habitants. Depuis 2004, les enquêtes de recensement dans les communes de moins de 10 000 habitants ont lieu tous les cinq ans (en 2007, 2012, 2017, etc. pour Vindefontaine) et les chiffres de population municipale légale des autres années sont des estimations.
| 1793 | 1800 | 1806  | 1821 | 1831  | 1836  | 1841  | 1846 | 1851 |
| ---- | ---- | ----- | ---- | ----- | ----- | ----- | ---- | ---- |
| 908  | 978  | 1 013 | 978  | 1 050 | 1 024 | 1 024 | 931  | 876  |

| 1856 | 1861 | 1866 | 1872 | 1876 | 1881 | 1886 | 1891 | 1896 |
| ---- | ---- | ---- | ---- | ---- | ---- | ---- | ---- | ---- |
| 818  | 730  | 751  | 709  | 675  | 606  | 582  | 513  | 509  |

| 1901 | 1906 | 1911 | 1921 | 1926 | 1931 | 1936 | 1946 | 1954 |
| ---- | ---- | ---- | ---- | ---- | ---- | ---- | ---- | ---- |
| 469  | 459  | 457  | 405  | 383  | 356  | 318  | 301  | 299  |

| 1962 | 1968 | 1975 | 1982 | 1990 | 1999 | 2007 | 2011 | 2016 |
| ---- | ---- | ---- | ---- | ---- | ---- | ---- | ---- | ---- |
| 263  | 240  | 251  | 265  | 278  | 273  | 293  | 319  | 318  |

| 2019 | - | - | - | - | - | - | - | - |
| ---- | - | - | - | - | - | - | - | - |
| 311  | - | - | - | - | - | - | - | - |

## Économie
La commune se situe dans la zone géographique des appellations d'origine protégée (AOP) beurre d'Isigny et crème d'Isigny.
- Centre potier.

## Lieux et monuments
- Église paroissiale Saint-Martin des XIIIe – XIXe siècles, avec des parties romanes et gothique, et un clocher fortifié (une tour à encorbellement[17]). À l'intérieur, une statue en calcaire polychrome de la Vierge à l'Enfant est classée au titre objet aux monuments historiques depuis le 14 décembre 1914[18]. L'édifice abrite également les statues d'une Vierge douloureuse du XVe, de saint Jean l'Évangéliste du XVe, un tableau l'Adoration des mages du XVIIIe, une verrière du XXe de Mazuet et Bessac[12].

Au XIIIe siècle l'église fut donné à l'abbaye de Saint-Étienne de Caen par Guillaume d'Orval, seigneur de Lithaire, Guillaume d'Aubigni, grand bouteiller, et Philippe de Beaumont.
- Chapelle Notre-Dame-de-la-Salette du XIXe siècle. Le sanctuaire fut fondé en 1864 par l'abbé Godefroy, curé de la paroisse, pour célébrer l'apparition de la Vierge à deux jeunes bergers, Mélanie et Maximin, le 19 septembre 1846 au village de la Salette, à Corps-en-Isère.
- Ancien presbytère et son portail du XVIe siècle.
- Calvaire du XIXe siècle.
- Croix de chemin du XVIIe siècle, croix de cimetière du XVe siècle.
- Vestiges du domaine de Beaumont des XVIe – XVIIe siècles (colombier et tour basse).

Pour mémoire
- Motte de la Quièze. La motte est figuré sur un plan de la seigneurie de Picauville dépendant du domaine de la Sainte-Chapelle établi en 1581, où l'on distingue très bien, dans les marais de Vindefontaine, le dessin d'une motte. Cette motte est de nouveau reportée sur un plan de la fin du XVIIIe siècle, mais qui est une copie conforme du plan du XVIe siècle[19].

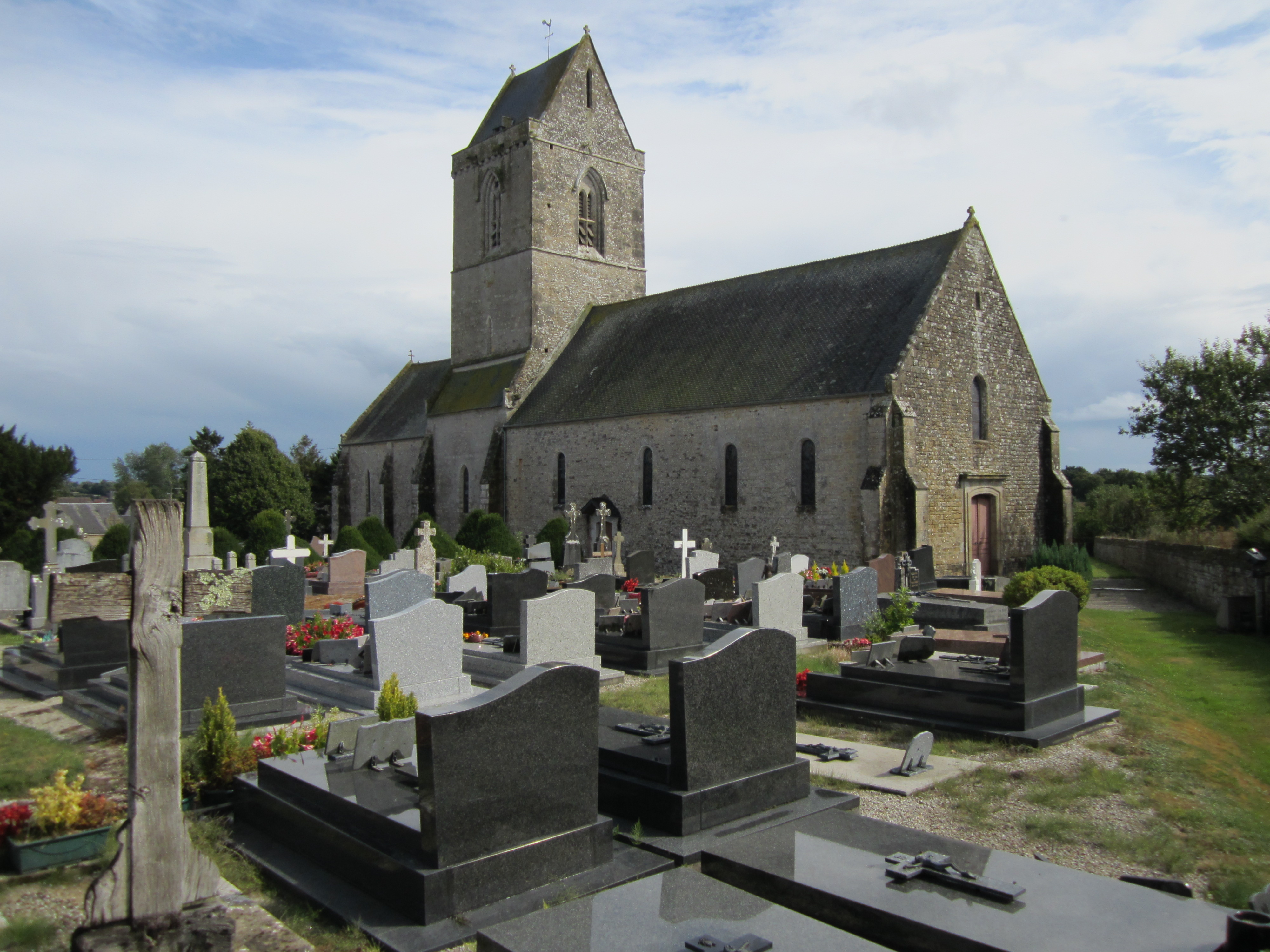
L'église Saint-Martin.
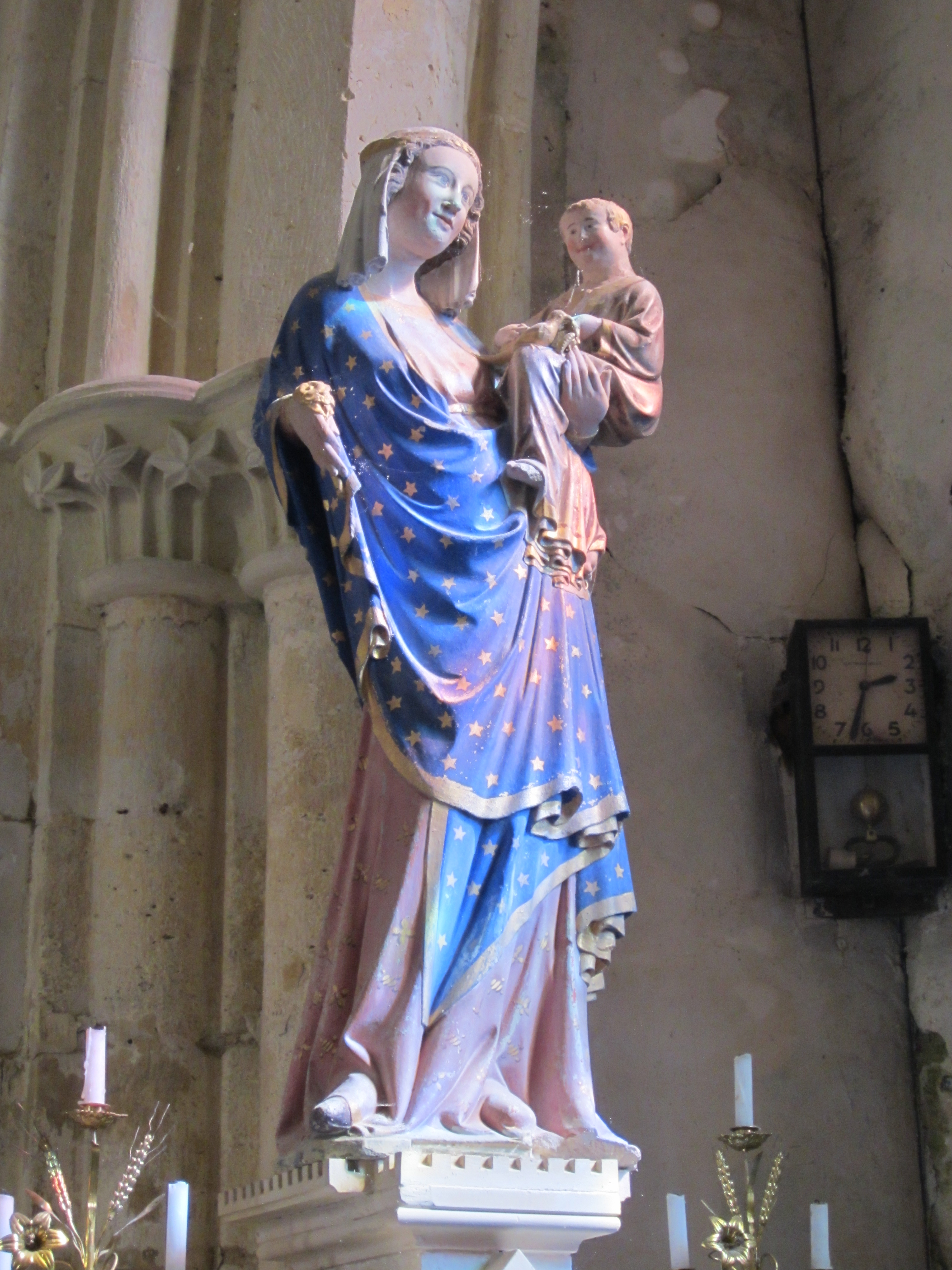
La Vierge à l'Enfant.
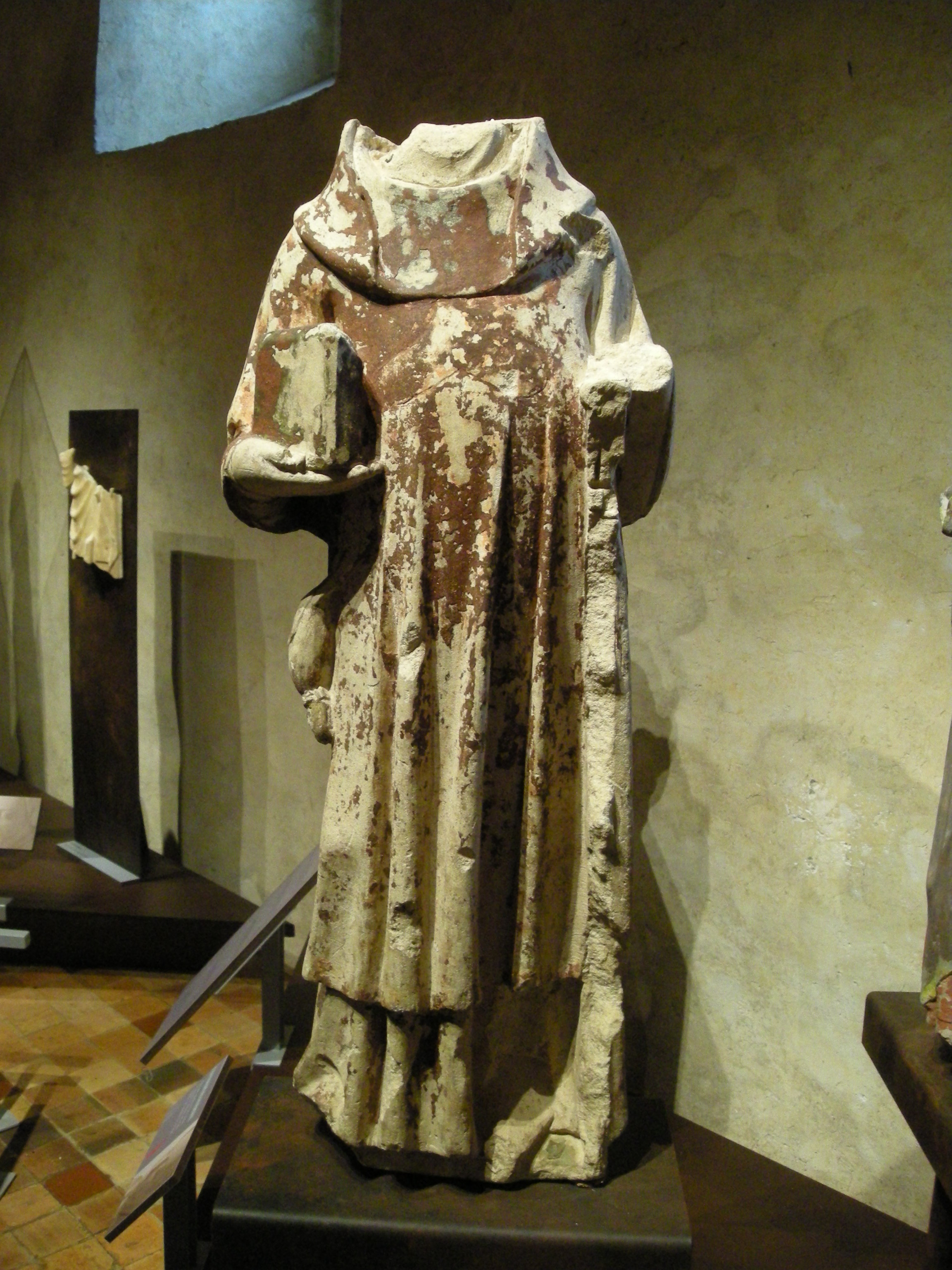
La statue en calcaire de saint Jacques le Majeur, en provenance du cimetière de Vindefontaine.
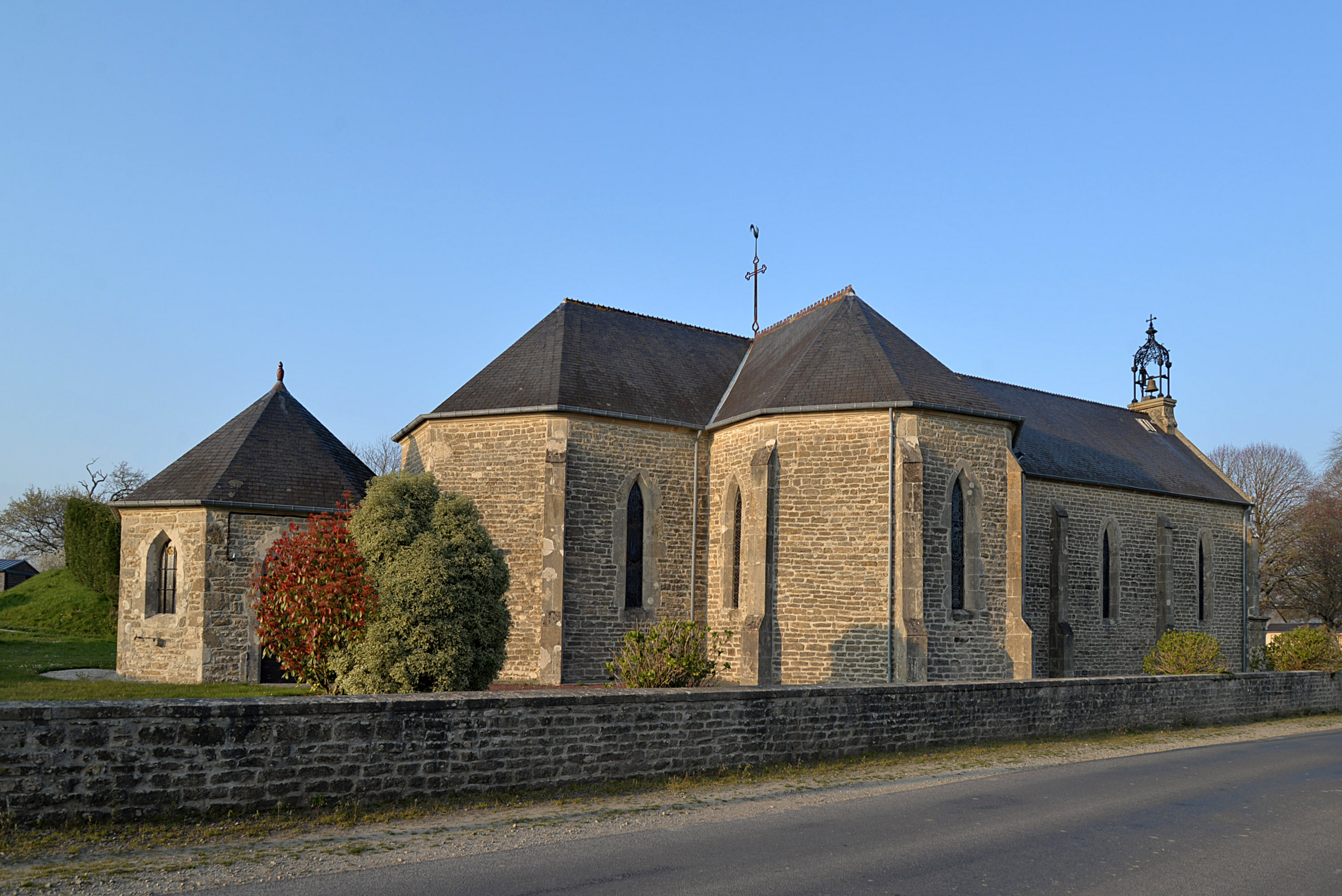
La chapelle Notre-Dame-de-la-Salette.
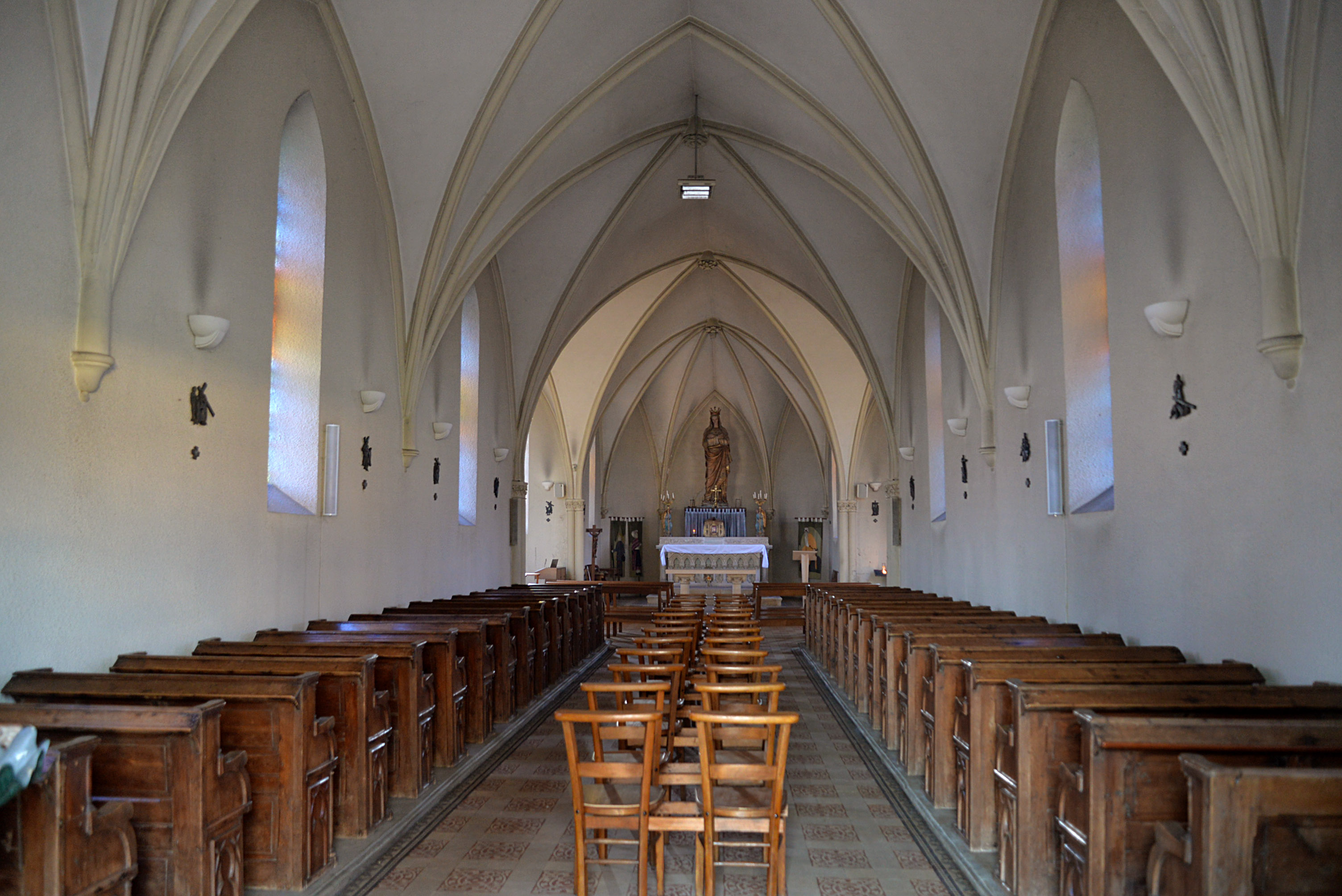
La nef de la chapelle Notre-Dame-de-la-Salette.
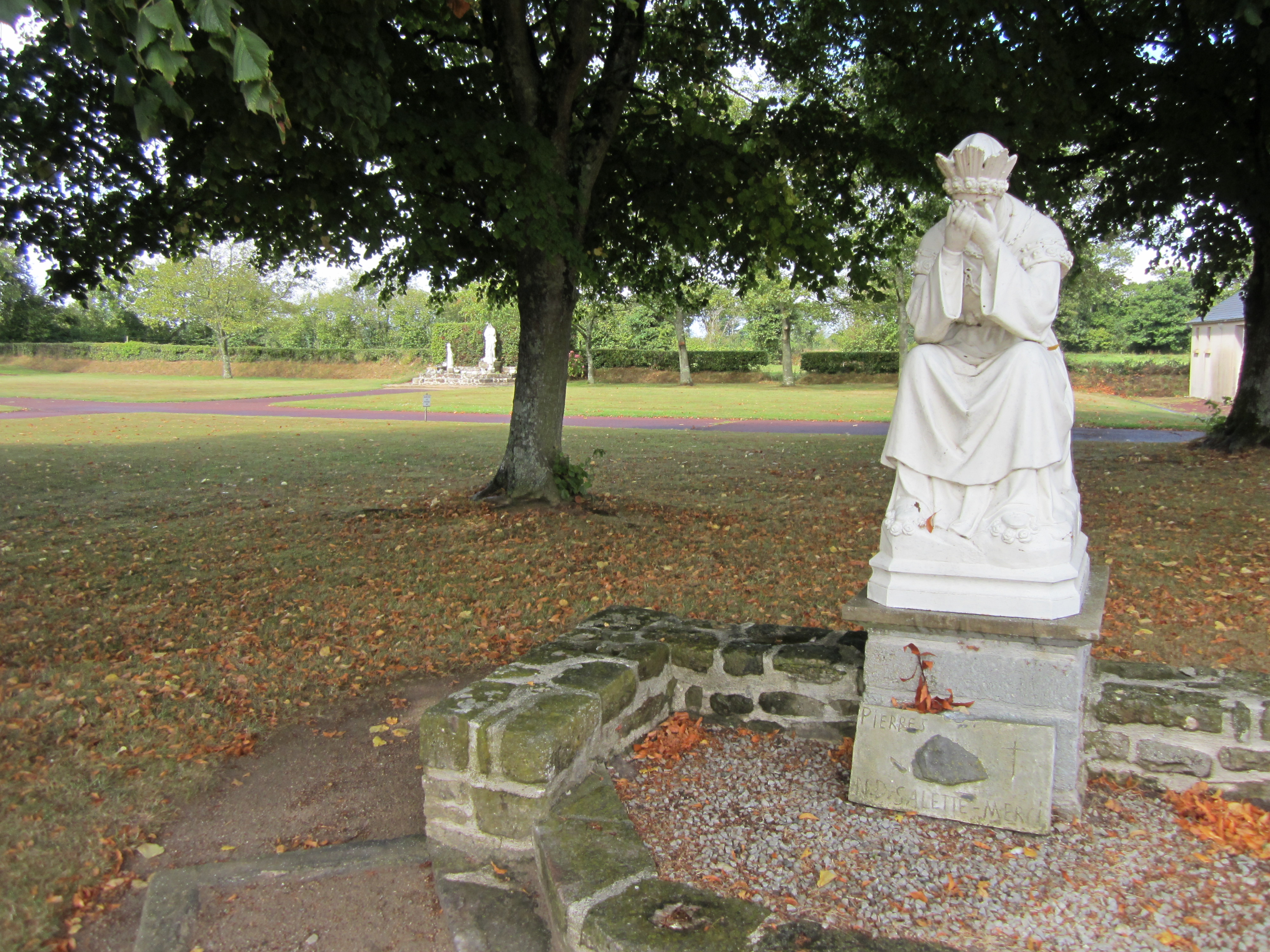
Le sanctuaire Notre-Dame-de-la-Salette.